# Wielka powódź na Pobrzeżu Gdańskim
Wielka powódź na Pobrzeżu Gdańskim – powódź z 25 marca 1888, która dotknęła znaczną część powiatu elbląskiego, malborskiego i sztumskiego. W jej wyniku zostały zalane prawie całkowicie Żuławy Elbląskie i częściowo Żuławy Gdańskie. 

## Przyczyny
Zima przełomu 1887/1888 była wyjątkowo śnieżna. Dodatkowo od 10 do 18 marca wystąpiły gwałtowne opady śniegu. Na Wiśle pokrywa lodowa sięgała 40 cm, a na Nogacie 80 cm. 22 marca na wysokości Piekła i Białej Góry powstał na Wiśle olbrzymi zator lodowy, co spowodowało spiętrzenie i olbrzymie masy wody skierowały się do Nogatu.

## Przebieg

### Przerwanie wału w Janówce
25 marca wał przeciwpowodziowy w pobliżu wsi Janówka pod wpływem naporu dużych mas wody pękł na długości 150 metrów. Teren Żuław Malborskich szybko znalazł się pod wodą aż do Zalewu Wiślanego.
Opis pęknięcia wału w Janówce przez świadka: 

Wszystkie domy zostały zniszczone, widać było pływające psie budy, taczki do obornika, meble i inne rzeczy. Karczowiska Dolne (dzisiaj Raczki Elbląskie), leżące grubo poniżej poziomu morza, znalazły się po szczyty dachów pod wodą. Linia kolejowa Elbląg – Malbork została również zalana. I wszędzie widać myszy, szczury i zające, które szukając ratunku sadowiły się na czubkach wierzb głowiastych oraz na wyżej posadowionych punktach.

Dodatkowo wał nad Nogatem został przerwany na wysokości Kazimierzowa, w wyniku czego zalane zostało wiele wsi (Adamowo, Kazimierzowo, Nowakowo, Ostróg, Kępa Rybacka), jak również Malbork i Elbląg.

### Powódź w Malborku
25 marca fala powodziowa uderzyła w Malbork. Najwyższy poziom wody wyniósł 10,21m (tj. 13,27 m n.p.m. Kr.). Prasa z tego okresu informowała: 

W wyniku pęknięcia wału w Janówku duża część Malborka znalazła się pod wodą, m.in. gmach poczty głównej i sądu, straż pożarna uratowała wielu ludzi przed niechybną śmiercią, także odbywających karę więźniów.

### Powódź w Elblągu
26 marca fala powodziowa dotarła do Elbląga. Tereny położone na zachodnim brzegu rzeki Elbląg znalazły się pod wodą (ul. Warszawska, Wyspa Spichrzów, ul. Kotwicza). Na prawym brzegu rzeki zalane zostało wschodnie nabrzeże - ul. Panieńska, Przedzamcze Rybackie, Łasztownia, Zewnętrzna Grobla Malborska (ul. Malborska). Dodatkowe straty wyrządził miastu wylew Kumieli.

## Skutki
W wyniku powodzi zalano 190km² terenów depresyjnych. Straty oszacowano na 70 mln ówczesnych marek.
Powódź była uszczerbkiem dla elbląskiego przemysłu i handlu ze względu na wyłączona z ruchu linii kolejowej Elbląg – Malbork – Tczew i Elbląg – Królewiec. W wyniku powodzi zamknięto tymczasowo w Elblągu 14 dużych i średnich zakładów, w wyniku czego ponad tysiąc osób straciło pracę. Nieoczekiwanie stała się ona również okazją dla Franza Komnicka na duży zarobek na sprzedaży pomp odwadniających. Dzięki temu został on znaną osobistością w regionie co miało duży wpływ na jego dalszą karierę. 

## Upamiętnienie
- Powódź stała się także inspiracją dla malarza Carla Scherresa, który namalował obraz „Powódź nad Nogatem”[4] (którego kopię można zobaczyć w Muzeum Archeologiczno-Historycznym w Elblągu).
- Na budynku Dworca w Gronowie Elbląskim umieszczono tablicę pamiątkową „HW 1888” (HW - Hochwasser - niem. powódź). Tablica została skradziona na początku XXI wieku.
- Na ścianie kościoła św. Wawrzyńca w Malborku znajduje się tabliczka o wymiarach 30cm x 19,5cm z napisem "Wasserstand Am 25. MÄRZ 1888". Znak ustawiony jest 175 cm nad poziomem dziedzińca co ukazuje skalę powodzi[1].